# Маркаров, Николай Николаевич
Никола́й Никола́евич Марка́ров (18 марта 1933, Баку — 28 июня 2008, Москва) — советский и российский художник—скульптор.
Член Союза художников СССР (1975)

## Биография и профессиональная деятельность
Родился в 1933 году в г. Баку, в армянской семье преподавателя русской словесности. 
С раннего детства он увлёкся лепкой, собирая глину по садам и паркам. В этом же возрасте у него начали складываться первые стихотворные строки, которые записывала за ним мама. В 7 лет (1940) его приняли в школу для одарённых детей с музыкальным уклоном. Любимым композитором Николая был Бах, которого он виртуозно исполнял.
В 1956 г. Николай Маркаров окончил Бакинское художественное училище.
В этом же году поступил в Московский Государственный ордена Трудового Красного Знамени художественный институт имени В. И. Сурикова. Окончил его в 1963 году и получил квалификацию художника-скульптора. Остался жить и работать в Москве.
С 1963 по 1965 гг. Николай работал скульптором в скульптурно-производственном комбинате РСФСР.
Николай Маркаров в 1965 г. был приглашён в Московский архитектурный институт (МАРХИ) преподавателем сначала на кафедру рисунка, а затем скульптуры, где проработал более 13 лет.
В 1975 г. Н. Маркаров был принят в члены Союза художников по рекомендации членов правления Союза художников — скульпторов А. Стемковского, Д. Шаховского, и Н. Лавинского, который считал, что
Н. Маркаров входит в тридцатку лучших скульпторов СССР.
Кроме основной работы скульптора-художника, Н. Маркаров занимался книжной графикой, писал стихи и прозу.
Лев Федорович Дьяконицын, Академик РАН, Европейской академии наук и искусств, Французской академии наук и искусств, художник и искусствовед, на открытии выставки Н. Маркарова в Арт-Галерее Дрезден осенью 2013 г. говорил:

 Николай Маркаров умудрялся найти в своей работе такое движение руки, такую линию, которая говорила бы о характере человека, о божественности человека. Нас покоряет такая мягкая, доброжелательная, влюбленная игра художника с пространством листа. Это очень редкое, просто исключительное явление. В наше время таких мастеров мало. Я думаю, что он будет ещё не раз вспоминаем. Его богатство натуры не ограничилось только графикой, Николай Маркаров был и художником театра, и поэтом, и иллюстратором многих книг, в том числе и своих. Это одаренная натура, которая не знала удержу в своей фантазии, и вот эта фантазия является для нас своего рода открытием мира. Главная тема Николая Маркарова — это образ красоты, образ женщины, спутницы его или просто встреченный влюбленным взглядом замеченный характер, и он его немедленно запечатлевает нам простыми средствами. Николай Маркаров как бы мимолетным взглядом схватывает лишь лицо, выхватывает в толпе красивые лица и хочет запомнить их, это тоже найденные небольшие сокровища. Иногда эти образы у него чеканные, линия такая твердая, является формулой характера, а другие наоборот очень ленные, очень капризные. Вот это сочетание уверенности и свободы, оно особенно интересно, потому что художник приходил от одного метода к другому и не боялся «экспериментов».  Николай Маркаров оставил нам прекрасное наследие. Художник для нас остается живым, живым мастером, который говорит от том, что надо уметь философски терпеливо, а может даже героически, переносить обыденность, тяготы этой обыденности и возвышаться над этим. Николай Маркаров вписался в когорту избранных творцов, которые умели и знали, что сказать.

## Групповые выставки
- 1946 — Детская выставка скульптуры, I премия за скульптуру «Последние часы жизни Тараса Бульбы на костре», г. Баку
- 1961 — Всесоюзная художественная выставка, г. Москва
- 1962 — Графика Закавказья, г. Москва
- 1967 — Всесоюзная выставка скульптуры малых форм, г. Москва
- 1967 — Всесоюзная выставка молодых художников-графиков, г. Москва
- 1974 — Всесоюзная выставка скульпторов, г. Москва
- 1980 — Московская выставка скульпторов, г. Москва
- 1985 — Всесоюзная выставка скульпторов, г. Москва
- 1990 — Выставка московских скульпторов, г. Москва
- 1995 — Выставка московских скульпторов на пленэре, г. Москва
- 1997 — Выставка московских скульпторов, Дом художника, г. Москва
- 2000 — Выставка «Дары московских художников», г. Москва
- 2004 — Областная картинная галерея, г. Вологда
- 2009 — Выставка «Чёрное на белом», Художественный музей, г. Ярославль
- 2013 — Nadja Brykina Gallery, г. Цюрих
- 2013 — Выставка «Триумф Венеры. Ню в искусстве XVI-XXI веков», Художественный музей, г. Ярославль

Были так же выставки в г. Москве в библиотеках им. Некрасова, Боголюбова, в Клубе железнодорожников, в издательстве журнала «Работница» и др.

## Персональные выставки
- 2009 — Институт наследия им. Лихачева, г. Москва
- 2010 — Галерея ВХУТЕМАС, МАРХИ, г. Москва
- 2011 — Картинная галерея, г. Подольск
- 2012 — Nadja Brykina Gallery, г. Москва
- 2013 — Арт-Галерея Дрезден, Гостиный двор, г. Москва
- 2013 — Арт-Галерея Дрезден, Международный многофункциональный Центр Искусств, г. Москва

По телевидению состоялся показ выставки работ Николая Маркарова в г. Подольске 15 июня 2011 г.

## Коллекции его работ в музеях
- Государственный Русский музей, отдел графики, г. Санкт-Петербург
- Государственный музей истории, г. Санкт-Петербург
- Художественный музей, г. Ярославль
- Областная картинная галерея, г. Вологда
- Картинная галерея, г. Подольск
- Музей МАРХИ, г. Москва
- Музей Отечественной войны на Поклонной горе, г. Москва
- Nadja Brykina Gallery, г. Цюрих (Швейцария)
- Арт-галерея Дрезден, г. Москва
- Армянский музей «Тапан», г. Москва

## Литературная деятельность
«Антология русского верлибра». М., Издательство Прометей, 1991. С. 348, ISBN 5-7042-0589-5
«Истоки», альманах. М., Издательство РИФ «РОЙ», 2006. С. 321, ISBN 5-89956-185-8
Маркаров Н. Н. Избранное в 6-ти томах. М., Издательство журнала Юность, 2010, ISBN 5-7282-0237-3

## Книжная графика
Прокофьева С. Л., Сапгир Г. В., Гришин В. Г. Румяные щёки, М., Физкультура и спорт, 1987, ISBN 5-278-00108-9
Харазян Э. Г. ТАЙ-ДИ древнекитайская гимнастика, Тверской областной совет ВДФСО профсоюзов, 1993, заказ № 498
Харазян Э. Г. Советы трёх врачей, М., РИФ "РОЙ", 2005, ISBN 5-89956-180-7
Резина Ю. Повести, М., 2006, ISBN 5-88531-038-6
Институт Йога Гуру Ар Сантэма. Классические комплексы Йоги: комплексы асан и пранаям 2-го года обучения в Школе Йога Гуру Ар Сантэма. Выпуск первый. Методическое пособие для студентов ИЙГАС.- М., ИЙГАС, 2007.- 200 рисунков.
Маркаров Н. Н. Избранное в 6-ти томах. М., Издательство журнала Юность, 2010, ISBN 5-7282-0237-3

## Публикации о жизни и творчестве Николая Маркарова
- Рой Г.С., Альманах «Истоки» 2006 г.
- Академик (скульптор) Бурганов А.Н., Казанцев А.Ю., журнал «Боголюбовский журнал» № 7 2008 г.
- Аветян Ж., журнал «Армянская церковь» Российской Епархии Армянской Апостольской церкви (г. Москва) № 4 2008 г.
- Пущин В., газета «Каретный ряд»
- Джикия А. «Художник и поэт Николай Маркаров», буклет, Московский архитектурный институт. Галерея ВХУТЕМАС, 2010
- Габриэлян Н. «Девять линий Николая Маркарова», газета «Собеседник Армении» № 10 2013 г.

## Каталоги
- Ч/б русская и европейская графика XX века. Ярославский художественный музей. Галерея 2.36, 2009 ISBN 978-5-89449-017-5
- Николай Маркаров, скульптура, графика, стихотворения. Педагоги МАРХИ, Московский архитектурный институт. Галерея ВХУТЕМАС, 2010
- Николай Маркаров. Подслушанная песня. Nadja Brykina Gallery, 2012 ISBN 978-3-9523522-3-6
- «Триумф Венеры. Ню в искусстве XVI-XXI веков: каталог выставки», автор-составитель Т.А. Лебедева,  Художественный музей, г. Ярославль, Ярославский печатный двор, 2013.- 48с, 30ил.

## Сувенирная продукция Ярославского художественного музея
Маркаров Н.Н. рисунок «Девять линий», 1963, тарелка сувенирная, фарфор, диаметр 12 см, ИП Жуков "ЯрДеколь", 2009 г.
Маркаров Н.Н. рисунок «В Бане», 1960, тарелка сувенирная, фарфор, диаметр 12 см, ИП Жуков "ЯрДеколь", 2009 г.
Маркаров Н.Н. рисунок «Девять линий», 1963, тарелка сувенирная, фарфор, диаметр 12 см, ИП Жуков "ЯрДеколь", 2013 г.
Маркаров Н.Н. рисунок «В Бане», 1960, тарелка сувенирная, фарфор, диаметр 12 см, ИП Жуков "ЯрДеколь", 2013 г.